# Isonychus pereirai
Isonychus pereirai är en skalbaggsart som beskrevs av Frey 1970. Isonychus pereirai ingår i släktet Isonychus och familjen Melolonthidae. Inga underarter finns listade i Catalogue of Life.